# روب بالمر
روب بالمر (بالإنجليزية: Rob Palmer)‏ هو لاعب هوكي الجليد أمريكي، ولد في 2 أكتوبر 1952.

## وصلات خارجية
- روب بالمر على موقع دوري الهوكي الوطني (الإنجليزية)
- روب بالمر على موقع EliteProspects.com (الإنجليزية)
- روب بالمر على موقع HockeyDB.com (الإنجليزية)
- روب بالمر على موقع Hockey-Reference.com (الإنجليزية)